# 聞きこみ!ローカル線 気まぐれ下車の旅
『聞きこみ!ローカル線 気まぐれ下車の旅』（ききこみローカルせん きまぐれげしゃのたび）はBSジャパンで2014年3月31日から2016年3月28日まで、毎週月曜日の20:00 - 21:55 (JST) に放送された旅番組である。

## 概要
- 毎週有名人ゲスト1組（男女各1人）が旅人となり、全国各地のローカル線の始発駅をスタートし、1泊2日（3時間スペシャルの場合は2泊3日）で終着駅を目指す。
- 道中、出会った人からおすすめスポット（名所、絶景、グルメ、宿泊施設等）を教えてもらい、その場所へ突撃取材をする（交渉も旅人が行う）。
- 2日間（3時間スペシャルの場合は3日間）、旅人の任意で下車しつつ、10ヶ所以上のスポットに訪れることが目標で、聞き込みしたスポットしか登録できない。また、お店や観光施設等の場合、定休日や取材NGの時は、名所登録としてカウントできない。
- ローカル線以外で可能な移動手段は、徒歩、路線バス、レンタサイクル、宿泊施設や店舗の送迎車、地元の方の御厚意[注 1] のみ。タクシーは利用禁止（ドライバーに聞くのは認められる）。
- 2日目（3時間スペシャルの場合は3日目）はタイムリミット（その日のうちに東京に戻る必要があるため）があるが、そのタイムリミットは地域によって異なる。[注 2]
- 基本的には地上波放送は無く、BSジャパンのみの放送となるが、扱った路線の地域では単発番組として地上波で放送されることもある。
- 過去に一度放送した路線を再度別の旅人が旅をした場合、前回登録したスポットの登録は認められないというルールだったが、石川県のと鉄道の旅編で、第22回の能登鹿島駅で登録したボラ待ちやぐらが、第85回で再訪した際、再度名所登録されたため、このルールは不明確となっている。
- 同番組は改題・リニューアルのため、2016年3月28日放送回にて終了となり、後継番組は、同年4月4日から「出発!ローカル線聞きこみ発見旅」と言う番組で放送される。

## 出演者
- 出演者は固定されておらず、週替わりで有名人ゲスト1組（男女各1名）が旅人となる。
- 3時間スペシャル放送回は、2組がリレー式に旅する場合もある。

## スタッフ
- AD：長谷川紘子、森崎友紀子
- AP：越山結希
- ディレクター：中村健
- 演出：五十嵐洋文
- プロデューサー：新本奈美
- 制作協力：ウッドオフィス
- 製作著作：BSジャパン